# Пивоварово (Вязниковский район)

Октябрьское сельское поселение на карте Вязниковского района

Пивова́рово  — деревня в составе муниципального образования Октябрьского сельского поселения в Вязниковском районе Владимирской области России. Этот населённый пункт состоит из двух улиц:Совхозная и Школьная. улиц.. На берегу небольшого озера этой деревни располагается Пивоваровская СОШ

## География
Пивоварово расположено около километра от деревни Серково по автодороге (юго-западнее) от Вязников, 12 километров от железнодорожной станции Сеньково на линии Ковров — Нижний Новгород. От п. ст. Сеньково однополосная асфальтовая дорога советских времён, проходящая через Серково до Большевысоково. От автостанции Вязники до Большевысоково ходят рейсовые автобусы.

## История
В конце XIX — первой четверти XX века деревня входила в состав Воскресенской волости Судогодского уезда, с 1926 года — в составе Вязниковского уезда. В 1859 году в деревне числилось 15 дворов, в 1905 году — 30 дворов, в 1926 году — 44 двора.
С 1929 года деревня являлась центром Пивоваровского сельсовета Вязниковского района, с 1935 года — в составе Никологорского района, с 1954 года — в составе Больше-Высоковского сельсовета, с 1963 года — в составе Вязниковского района, с 2005 года — в составе Октябрьского сельского поселения.

## Население
| 1859 | 1905 | 1926 | 2002 | 2010 | 2021 |
| ---- | ---- | ---- | ---- | ---- | ---- |
| 139  | ↘124 | ↗208 | ↘129 | ↗139 | ↘113 |